# Srebrenica
Srebrenica je mesto in središče istoimenske občine v Bosni in Hercegovini. 

## Opis
Naselje se nahaja v goratem predelu Bosne in Hercegovine. Poleg kmetijstva sta glavni vir zaposlitve prebivalcem predstavljala rudnik kamene soli in bližnje termalno kopališče.

## Zgodovina
Med vojno v BiH v 90. letih 20. stoletja je bila Srebrenica bošnjaška enklava oz. varovano območje ZN-a, kamor se je zateklo skoraj 30.000 Muslimanov. V mesto so 9. julija 1995 vdrli srbski vojaki, 11. julija pa se je zgodil pokol več kot 8.000 Muslimanov.
V maju 2005 so na mednarodnem sodišču v Haagu pokazali videoposnetek uboja več muslimanov, ki so ga izvedli Srbi. Prizivno sodišče haaškega sodišča je potrdilo, da je bil pokol več kot 8.000 Muslimanov v Srebrenici genocid.